# ماونت کالم (تگزاس)
ماونت کالم، تگزاس (به انگلیسی: Mount Calm, Texas) یک شهر در ایالات متحده آمریکا با جمعیت ۳۱۰ نفر است که در تگزاس واقع شده‌است.

## موقعیت جغرافیایی
موقعیت جغرافیایی شهرها و مناطق اطراف به شرح زیر است: